# Bradley
Bradley là một danh từ trong tiếng Anh, thường là dùng cho tên hoặc họ của nam giới. Nó bằng nguồn từ các từ "broad wood" hoặc "broad clearing" trong tiếng Anh cổ.
Danh từ này thường được biết với:
- Thống tướng Hoa Kỳ Omar Nelson Bradley (1893-1981)
- Đại úy Hải quân Hoa Kỳ Robert Bradley (1921–1944), người được tuyên dương vì những hành động anh hùng trên chiến hạm USS Princeton (CVL-23) trong Trận chiến vịnh Leyte năm 1944.
- Một loại xe bọc thép của Hoa Kỳ M2/M3 Bradley.
- Tàu khu trục frigate USS Robert G. Bradley (FFG-49) của Hải quân Hoa Kỳ.